# Johann Gottfried Eckard
Johann Gottfried Eckard (o Eckhard oppure Eckhardt) (Augusta, 21 gennaio 1735 – Parigi, 24 luglio 1809) è stato un pianista e compositore tedesco.
Nato ad Augusta, dopo aver fatto l'apprendistato come pittore e incisore nel 1758 venne portato a Parigi da Johann Andreas Stein produttore di strumenti musicali.
Pianista autodidatta fu tra i primi compositori a preferire il fortepiano al clavicembalo, fu un compositore stilisticamente simile, per certi versi, a Carl Philipp Emanuel Bach, nonché un rinomato improvvisatore. 
Le sue prime sei sonate per piano, già composte per i fortepiano ideati da Stein vennero stampate nel 1763 a Parigi. Nello stesso anno vennero suonate da 
Wolfgang Amadeus Mozart, le cui opere giovanili vennero influenzate dall'espressività di Eckard. Mozart le adottò come base per il secondo movimento del suo terzo concerto per pianoforte (1767) un tempo della sonata op. 1 nr. 4 di Eckhard.